# Fidžijci
Fidžijci jsou etnická skupina původních obyvatel Fidži, ve fidžijštině nazývaná "I Taukei".

## Původ
Fidžijci patří k Melanésanům, částečně smíšeným s Polynésany. Původ Fidžijců není přesně znám, předpokládá se, že na Fidži přišli z oblasti jihovýchodní Asie přes Melanésii asi 500 let př. n. l., následováni Polynésany z Tongy a Samoy.
Této populaci předcházela kultura lapita, doložená archeologickými nálezy keramiky na Fidži již asi 3.000 let př. n. l. 

## Současnost
V současné době tvoří Fidžijci nejpočetnější etnickou skupinu na Fidži (54,3 % v roce 2007). Tradičním zaměstnáním Fidžijců je zemědělství orientované na tradiční místní plodiny a rybolov. Válečnická tradice se transformovala do služby v ozbrojených silách, v nichž tvoří drtivou většinu příslušníků. V poslední době ovládli rozhodující místa v administrativě. 
Mnoho Fidžijců žije mimo Fidži (Austrálie, USA, Nový Zéland, Velká Británie).

## Jazyk
Fidžijci hovoří fidžijštinou. Ta patří do malajsko-polynéské větve austronéské jazykové rodiny.

## Kultura
Odlišné fidžijské kulturní a náboženské tradice, spolu se sociálními a politickými poměry, jsou překážkou pro společný život s Indofidžijci. Obě komunity žijí víceméně uzavřeně a odděleně. 

### Kulturní tradice
Fidžijci žijí v tradičních rodových a kmenových společenstvích. Základním článkem je "tokatoka" - rodina, které tvoří "mataqali" - rodinný klan, ty pak tvoří větší "yavusa" - kmen. Několik kmenů vytváří "vanua", kmenový svaz. V čele vesnice stojí náčelník - ve fidžijštině označovaný titulem "Ratu". V čele kmene nebo společenství pak kmenový náčelník - král - ve fidžijštině označovaný titulem "Tui". K původním kulturním tradicím Fidžijců patřil do evropské kolonizace a přijetí křesťanství v 19. stoletíkanibalismus. 
V kultuře Fidžijců se udržují obřady "yaqona" - obřadné pití kavy, "tabua" - obřadné obdarování vorvaním zubem. Rovněž rohože a látka "masi", hrají ve společenském životě Fidžijců významnou roli. Tradiční obřadní tanec, doprovázený zpěvem, se nazývá "meke". 

### Náboženství
Většina Fidžijců se dnes hlásí ke křesťanství, nejvíce se hlásí k metodistické církvi (66.6%), k římskokatolické církvi(13.3%), k církvi Božího shromáždění (6.2%), k církvi adventistů sedmého dne (5.1%) a k dalším náboženstvím a církvím (8.8%). 